# مانسيني

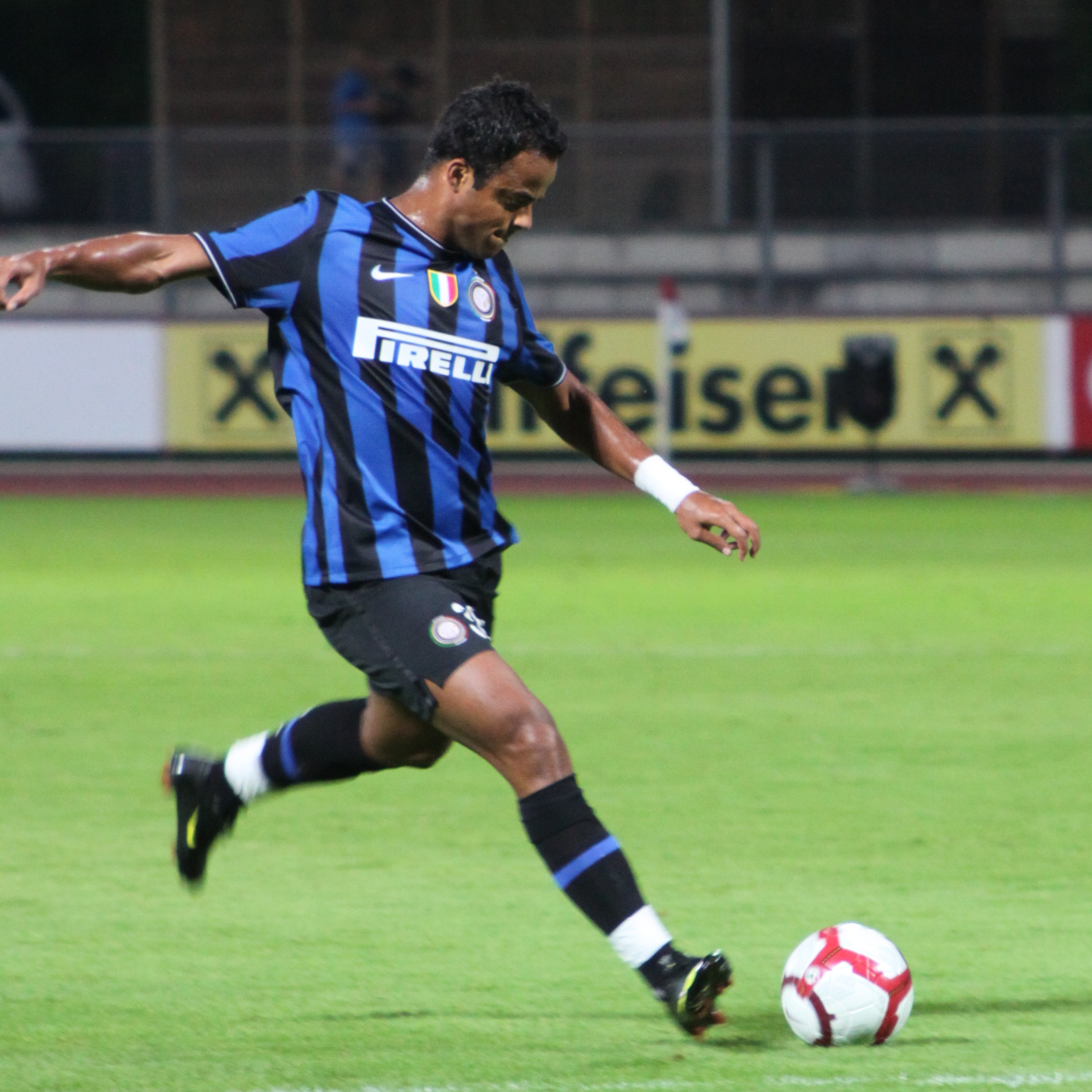

ألساندرو فايولهي أمانتيني (بالبرتغالية: Mancini) المعروف باسم مانسيني، من مواليد 1 أغسطس 1980 في أباتينغا في البرازيل، لاعب كرة قدم برازيلي.
بدأ مسيرته الكروية مع نادي أتلتيكو مينيرو في عام 1998، ولعب معهم حتى عام 2000، وشارك معهم في 35 مباراة وسجل هدفين، وفي موسم 2000/2001 انتقل إلى نادي بورتوغيزا، ولعب معهم 35 مباراة وسجل هدف واحد، وفي عام 2001 لعب مع نادي ساو كايتانو، وفي موسم 2001/2002 عاد إلى نادي أتلتيكو مينيرو، ولعب معهم 36 مباراة وسجل 15 هدف، وفي موسم 2002/2003 لعب مع نادي فينيسيا الإيطالي، وشارك معهم في 13 مباراة، ومنذ عام 2003 وحتى عام 2008 وهو يلعب مع نادي روما الإيطالي، وفي عام 2008 انتقل إلى نادي إنتر ميلان الإيطالي الآن يلعب لنادي ميلان الإيطالي على سبيل الإعارة.
و قد بدأ باللعب مع منتخب البرازيل لكرة القدم في عام 1999.
انتقل اللاعب من الانتر إلى ميلان في الانتقالات الشتوية 2010 على سبيل الإعارة حتى نهاية الموسم.

## روابط خارجية
- مانسيني على موقع الاتحاد الدولي (مؤرشف)  (الإنجليزية)
- مانسيني على موقع قاعدة بيانات كرة القدم.إي يو (الإنجليزية)
- مانسيني على موقع ليكيب (الفرنسية)
- مانسيني على موقع ناشيونال فوتبول تيمز (الإنجليزية)
- مانسيني على موقع Soccerway.com (الإنجليزية)
- مانسيني على موقع عالم كرة القدم.نت (الإنجليزية)
- مانسيني على موقع كووورة